# الآشوريون والسريان والكلدان في فلسطين
الآشوريون والسريان والكلدان في فلسطين، هم الآشوريون الذين يعيشون في فلسطين، ويبلغ عددهم عدة آلاف وغالبيتهم يسكنون في مدينة بيت لحم والقدس.

## تاريخ
نشأ الوجود الآشوري في دولة فلسطين منذ زمن قديم، ما كان يعرف باسم "الحي السرياني في بيت لحم وفي البلدة القديمة بالقدس، وتقع بين الحي الأرمني والحي اليهودي في الطرف الجنوبي للمدينة القديمة.
بعد الحرب العربية الإسرائيلية عام 1967، تشير التقديرات إلى أن 65% من السريان الذين سكنوا الأراضي المقدسة في بداية عام 1967 غادروا المنطقة.
ويبلغ عدد الآشوريين في الأراضي المقدسة اليوم حوالي 5000 نسمة، يعيش معظمهم في مدينتي القدس وبيت لحم، بما في ذلك بقايا صغيرة من الحي السرياني في البلدة القديمة الذي يحتوي على النادي الاجتماعي السرياني ودير القديس مرقس.
الآشوريون هم في الغالب مسيحيون من الطائفة السريانية الشرقية والغربية. غالبية الآشوريين في الأراضي المقدسة هم من أتباع الكنيسة السريانية الأرثوذكسية، في حين يوجد أيضًا مجتمع أصغر من الآشوريين الكاثوليك.

## الآشوريون الأرثوذكس
الكنيسة السريانية الأرثوذكسية هي أكبر كنيسة آشورية، تغطيها مطرانية إسرائيل وفلسطين والأردن بتوجيه وتوجيه روحي من المطران جبرائيل دحو.

## الآشوريون الكاثوليك
لدى الكنيسة السريانية الكاثوليكية بطريركية تشكلت عام 1892 ومقرها كنيسة القديس توما في القدس.

## الكنيسة الكلدانية الكاثوليكية
منذ عام 1903، تم تمثيل الكنيسة الكلدانية الكاثوليكية في القدس من قبل نائب بطريركي غير مقيم. في عام 1997، أنشأت الكنيسة الكلدانية الكاثوليكية الإقليم التابع للبطريرك الذي كان يحكم سابقًا باسم النيابة البطريركية في القدس ضمن الأبرشية البطريركية الخاصة.